# 日本医療ソーシャルワーカー協会
日本医療ソーシャルワーカー協会（にほんいりょうソーシャルワーカーきょうかい）は、保健医療分野で働く医療ソーシャルワーカーや医療社会事業の普及・発展を支援する人々によって構成されている全国的な職能団体である。
1953年に日本医療社会事業家協会（にほんいりょうしゃかいじぎょうかきょうかい）として設立。64年に社団法人の法人格を得る。2011年に内閣府から公益社団法人に認定され、それに伴い団体名称が公益社団法人日本医療社会福祉協会に変更される。2021年4月に再度名称の変更がなされて、現名称の日本医療ソーシャルワーカー協会となる。
正会員は、社会福祉士の国家資格を有する医療ソーシャルワーカーに限定されているが、議決権の無い賛助会員には社会福祉士の資格を持っていない者もなることが出来る。協会が認定するキャリアアップ制度に「認定医療ソーシャルワーカー」がある。
当団体と日本精神保健福祉士協会、日本社会福祉士会、日本ソーシャルワーカー協会を合わせた4団体で、日本ソーシャルワーカー連盟という日本のソーシャルワーカー全体の職能団体を形成している。日本ソーシャルワーカー連絡会は、ソーシャルワーカーの国際団体である国際ソーシャルワーカー連盟（International Federation of Social Workers）に加盟している。

## 参考資料
- 日本医療社会福祉協会のWEB版パンフレット（2021年3月閲覧）